# Cyrtodactylus pronarus
Espèce
Cyrtodactylus pronarus est une espèce de geckos de la famille des Gekkonidae.

## Répartition
Cette espèce est endémique du Queensland au Australie. Elle se rencontre dans les monts McIlwraith.

## Publication originale
- Shea, Couper, Wilmer & Amey, 2011 : Revision of the genus Cyrtodactylus Gray, 1827 (Squamata: Gekkonidae) in Australia. Zootaxa, n. 3146, p. 1–63 (texte intégral).